# المصايدة (جازان)
قرية المصايدة، وهي إحدى قرى منطقة جازان وهي قرية سكنية تابعة لبلدية محافظة أبو عريش جنوب غرب المملكة العربية السعودية، تبعد 2 كم باتجاه الغرب من مدينة أبو عريش.

## الموقع
تقع قرية المصايدة في منطقة زراعية وسط محافظة جازان وهي قريبة جداً من مركز محافظة أبو عريش التابعة لها حيث تبعد عنها حوالي 3 كيلومتر، وتبعد حوالي 30 كيلومترا بالاتجاه الشرقي من مدينة جازان، لها عند خط طول 42 درجة وخط العرض 16 درجة.

## انظر ايضاً
- القويعية
- العقدة
- البهاكله

## وصلات خارجية
- بيانات المجلس البلدي من الأمانة العامة لشؤون المجالس البلدية.
- حصر الخدمات بالمدن والقرى بمنطقة جازان.
- دليل الخدمات بمنطقة جازان.
- مصلحة الإحصاءات العامة والمعلومات.